# Stefano Accorsi
Stefano Accorsi (Bolonia, 2 de marzo de 1971) es un actor italiano.

## Biografía
Nacido en Bolonia en 1971, Accorsi pasó su infancia en el pueblo de sus padres, Budrio, en la Provincia de Bolonia. Después de la escuela secundaria, se matriculó en la Escuela de Teatro de Bolonia, impulsado por la experiencia que tuvo en la película Hermanos y hermanas (1991). 
En 1992 coprotagonizó con Andrea Santonastaso, hijo del cómico Pippo Santonastaso de mediometraje, Un lugar de Luis Zanoli. En 1993 se graduó y entró en la Compañía del Teatro Stabile di Bologna. Al año siguiente se hizo famoso en toda Italia con una serie de anuncios de helados Maxibon, de los se populariza la broma en inglés macarrónico «Du gust is megl che uan» (Dos gustos son mejor que uno). En 1995 aparece en el videoclip del grupo 883, Una canzone d'amore.
Sin embargo en 1996 con la película de Jack Frusciante ha dejado el grupo, basada en la novela de Enrico Brizzi, que jugó una gran parte del éxito inesperado, que comenzó su carrera cinematográfica brillante. También es importante en 2001, año en el que interpretó en la película de Gabriele Muccino The Last Kiss, junto con Giovanna Mezzogiorno y Stefania Sandrelli. 
En 1999 ganó el Premio David de Donatello de la película de Luciano Ligabue, Radiofreccia. En 2002, la Copa Volpi en el Festival de Venecia, al mejor actor en la película Un viaje llamado amor. 
En 2006, la película se estrenó en Francia debido a Fidel (La Faute un Fidel), basada en la novela "La culpa la tiene Fidel", de Domitila Calamai y dirigida por Julie Gavras, con lo que consiguió un gran éxito en los Estados Unidos y Gran Bretaña.
2008 rueda "La joven y los lobos" (La jeune fille et loups) de Gilles Legrand junto a su compañera Laetitia Casta. 
En 2008 volvió a actuar en el teatro en el papel de un sacerdote acusado de pedofilia, en el drama, del Premio Pulitzer, la duda, dirigida por Sergio Castellitto. 
Durante el Festival de San Remo de 2009, en la tarde del miércoles 18 de febrero, que coincidía con el cumpleaños del cantante genovés y compositor Fabrizio De André, cantó junto con el PFM y otro actor, Claudio Santamaria, la famosa canción "Bocca di Rosa".

## Vida privada
Después de una larga relación con la actriz Giovanna Mezzogiorno. Fue pareja de la supermodelo y actriz francesa Laetitia Casta, con la que tuvo un hijo, Orlando (21 de septiembre de 2006) y una hija, Athena (29 de agosto de 2009).
Desde 2013 tiene una relación con la modelo italiana Bianca Vitali.

## Carrera

### Teatro
- La Magdalena penitente y lasciva, dirigida por Walter Pagliaro (1993).
- Los amantes de la comedia dramática, dirigida por Nanni Garella (1994).
- Seis personajes en busca de un autor, de Luigi Pirandello dirigida por Nanni Garella (1994).
- Green Bean y Biavati caído de las nubes, dirigida por V. Franceschi / G. Comaschi (1995).
- Laus et Ista pronativitate dominios de la pasión (1995), dirigida por Nanni Garella (1995).
- Mujeres curiosas, dirigida por Walter Pagliaro (1995).
- Naja, dirigida por Angelo Longoni (1996).
- Doubt, de John Patrick Shanley, dirigida por Sergio Castellitto (2008/2009).

### Cine
- Hermanos y Hermanas, dirigida por Pupi Avati (1991).
- Un lugar, dirigida por Luigi Zanoli (1992).
- Extrañas historias, reales Sandro Baldoni (1994).
- Let's Paradise, sin créditos, dirigida por Mario Monicelli (1995).
- Jack Frusciante ha dejado la banda, dirigida por Enza Negroni (1996).
- Veloce va Vesna, dirigido por Carlo Mazzacurati (1996).
- Mi generación, dirigida por Wilma Labate (1996).
- Naja, dirigida por Angelo Longoni (1997).
- Los profesores más jóvenes, dirigida por Daniele Luchetti (1998).
- Radiofreccia, dirigida por Luciano Ligabue (1998).
- There you go!, dirigida por Enzo Monteleone (1999).
- Un hombre decente, dirigida por Maurizio Zaccaro (1999).
- Capitanes de abril, dirigida por Maria de Medeiros (2000).
- Tabloide, dirigida por David Blair (2001).
- L'ultimo bacio, dirigida por Gabriele Muccino (2001).
- El hada ignorante, dirigida por Ferzan Ozpetek (2001).
- La habitación del hijo, dirigida por Nanni Moretti (2001).
- Santa Maradona, dirigida por Marco Ponti (2001).
- Un viaje llamado amor, dirigido por Michele Placido (2002).
- Dondequiera que estés, dirigido por Michele Placido (2004).
- Amor encontrado, dirigida por Carlo Mazzacurati (2004).
- Provincia Meccanica, dirigida por Stefano Mordini (2005).
- Romanzo criminale, dirigida por Michele Placido (2005).
- Engaño Triple (Les Brigades du Tigre), dirigido por Jérôme Cornuau (2006).
- Todo por culpa de Fidel (La faute à Fidel!), dirigida por Julie Gavras (2006).
- No basta una vida, director Ferzan Ozpetek (2007).
- Un beso por favor (Un baiser s'il vous plaît), dirigida por Emmanuel Mouret (2007).
- Les Deux Mondes, dirigida por Daniel Cohen (2007).
- La jeune fille et les loups, dirigida por Gilles Legrand (2008).
- Baby Blues, dirigida por Diane Bertrand (2008).
- Je ne dis pas que no, dirigida por Iliana Lolitch (2009).
- Bésame otra vez, dirigida por Gabriele Muccino (2010).
- Tous les soleils, dirigida por Philippe Claudel (2011).
- Veloz como el viento, dirigida por Matteo Rovere. (2016)
- "La diosa fortuna" (La dea fortuna). (2019)

### Televisión
- Voces nocturnas, dirigida por Pupi Avati y Fabrizio Laurenti - Miniserie de TV - Rai Uno (1995)
- Encendedor no es suficiente, dirigido por Elizabeth Lodoli - Film TV - Rai Due (1999)
- Como cuando llueve, dirigida por Mario Monicelli - Miniserie de TV - Canal 5 (2000)
- El Casanova joven, dirigida por Giacomo Battiato - Film TV - Canal 5 (2002)
- Las razones del corazón, dirigida por Anna Di Francisca, Luca Manfredi y Alberto Simone - * Miniserie de TV - Rai Uno (2002)
- Trilogía 1992 (2015–2019)

### Cortos
- Un día ideal para pescibanana, dirigida por Francesco Federico Merini Scagliarini (1995) - adaptación de la novela homónima de Jerome David Salinger - Duración 19 min. - Ganador del concurso "Iceberg" [1]

### Publicidad y vídeos musicales
- Maxibon Gelato Motta, dirigida por Daniele Luchetti (1994).
- Sin ti es una canción de amor a 883 (1995).

## Premios y distinciones
Festival Internacional de Cine de Venecia
| Año  | Categoría                 | Película              | Resultado |
| ---- | ------------------------- | --------------------- | --------- |
| 2002 | Copa Volpi al mejor actor | Un viaje llamado amor | Ganador   |